# Vanderbilt (Michigan)
Vanderbilt – wieś w Stanach Zjednoczonych, w stanie Michigan, w hrabstwie Otsego.